# Lundbroklöpare
Lundbroklöpare (Badister lacertosus) är en skalbaggsart som beskrevs av Sturm 1815. Lundbroklöpare ingår i släktet Badister, och familjen jordlöpare. Arten är reproducerande i Sverige.

## Bildgalleri

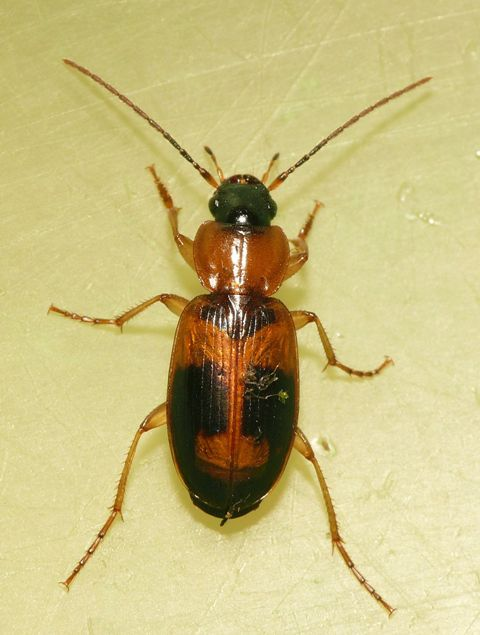